# Františkánska (Bratislava)
Františkánská ulice (hist. německy Franziskanergasse, maďarsky Barát-utca) je ulice v Starém Městě v Bratislavě.
Je to krátká spojnice mezi ulicemi Zámečnická na jedné straně a Uršulínská a Nedbalova na straně druhé.
V roce 2008 se zde nacházel jediný pětihvězdičkový hotel v Bratislavě, hotel Arcadia.